# بيسكوف الكرملين
بيسكوف الكرملين (بالروسية: Псковский Кром) هي قلعة قديمة تقع في بسكوف، في روسيا.
تقع القلعة عند تقاطع نهر فيليكايا (Velikaya) ونهر بسكوفا (Pskova) الأصغر، في الجزء المركزي من المدينة.

## تاريخ
يعود أصل القلعة إلى القرون الوسطى، حيث بنيت الجدران المحيطة بها في أواخر القرن الخامس عشر.
كانت القلعة المركز الإداري والروحي لجمهورية بسكوف في القرن الخامس عشر.

رؤية بانورامية للقلعة

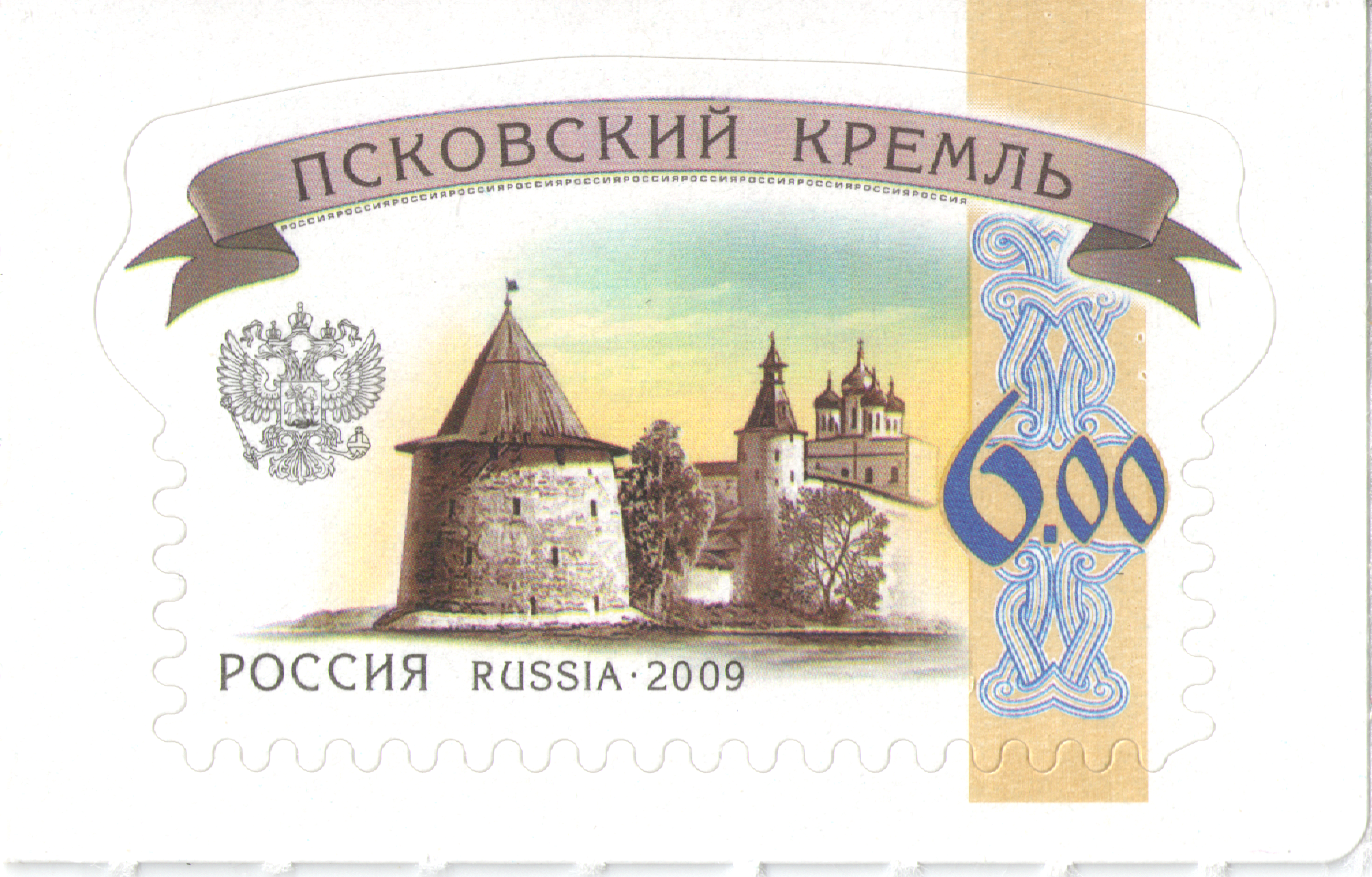
بيسكوف الكرملين على طابع بريدي روسي.